# Outcast Hill
Der Outcast Hill ist ein isolierter Hügel im Norden der kanadischen Provinz British Columbia

## Geographie
Der Outcast Hill liegt südöstlich des Mess Lake im südlichen Teil des Mount Edziza Provincial Park.

## Geschichte
Der Outcast Hill wurde am 2. Januar 1980 durch die Geological Survey of Canada nach dem Volk der Wetalth, einer Bevölkerungsgruppe der Tahltan, benannt, die früher in dem Gebiet lebten und von den Tahltan verstoßen wurden.

## Geologie
Der Outcast Hill ist ein vulkanisches Objekt, das mit dem Vulkankomplex der Spectrum Range assoziiert ist, welche wiederum einen Teil der Northern Cordilleran Volcanic Province bildet. Es handelt sich um einen Schlackenkegel, der im Pleistozän entstand.